# Didogobius
Didogobius — рід риб родини бичкових (Gobiidae). Представники роду зустрічаються у східній частині Атлантичного океану, включно із Середземним морем. Назва роду походить від імені міфічної засновниці Карфагену, грецької богині Дідони, а також латинського слова gobius, тобто «бичок».

## Видовий склад
Рід містить 9 видів:
- Didogobius amicuscaridis Schliewen & Kovacic, 2008
- Didogobius bentuvii Miller, 1966
- Didogobius helenae van, Tassell & Kramer, 2014
- Didogobius janetarum Schliewen, Wirtz & Kovačić, 2018
- Didogobius kochi Van Tassell, 1988
- Didogobius lanceolatus Schliewen, Knorrn & Böhmer, 2023
- Didogobius schlieweni Miller, 1993
- Didogobius splechtnai Ahnelt & Patzner, 1995
- Didogobius wirtzi Schliewen & Kovacic, 2008